# Toxicidade dos salicilatos

Estrutura do ácido salicílico.

A toxicidade do salicilato é causada pelo uso excessivo ou sobredosagem de salicilatos, medicamentos habitualmente utilizados pelas suas propriedades analgésicas, anti-inflamatórias e antipiréticas. e antipiréticas.
O uso de salicilatos remonta a 2500 anos, com Hipócrates. Edmund Stone, em 1763, descreveu a sua experiência no tratamento de arrepios com extrato em pó de casca de salgueiro. O ingrediente ativo era o ácido salicílico. O ácido acetilsalicílico foi descoberto por Charles Gerhardt em 1853 e preparado por Hoffman; embora só em 1899 Heinrich Dreser tenha sido o responsável pelo lançamento comercial da aspirina.

## Características químicas
Do ponto de vista químico, são ácidos fracos, pouco solúveis em água (0,2 g/100 ml de H2O a 20°C). e os seus sais orgânicos têm um baixo peso molecular. O ácido acetilsalicílico é um sólido cristalino branco e, no entanto, é bastante solúvel em água e solventes orgânicos. São comercializados sob a forma de diferentes preparações, sejam comprimidos, cápsulas de libertação, supositórios, soluções injetáveis, soluções, linimentos etc.

## Toxicocinética
A via mais frequente de intoxicação é a oral, mas também pode produzir toxicidade pela via cutânea. A sua absorção digestiva atinge o pico plasmático em duas horas. Distribui-se por fluidos e compartimentos orgânicos e atravessa as barreiras placentária e hematoencefálica. O seu metabolismo inicia-se como uma hidrólise contínua no fígado. A principal via de excreção é a renal.

## Mecanismo farmacológico de ação
Varia consoante o seu efeito: pensa-se que a ação anti-inflamatória da aspirina se deve à inibição periférica da síntese de prostaglandinas. Relativamente ao efeito analgésico, podemos distinguir que, a nível periférico, ocorre uma diminuição das prostaglandinas no tecido inflamado, o que diminui a sensibilidade dos receptores da dor a estímulos mecânicos ou químicos (bradicininass), enquanto que a nível do sistema nervoso central ocorre devido à acção sobre o hipotálamo. No efeito antipirético, o mecanismo de ação periférico provoca vasodilatação e suor e o mecanismo de ação central inibe a síntese de prostaglandina E2 na área pré-óptica hipotalâmica. As prostaglandinas E2 são sintetizadas pelos pirogénios endógenos, que são libertados pelos agentes infecciosos. Finalmente, o efeito antiagregante plaquetário é explicado pela acetilação irreversível da ciclooxigenase, que bloqueia a síntese de tromboxano A2, que é um indutor da agregação plaquetária.

## Interações farmacológicas
As interações com outros medicamentos são múltiplas. Assim, ligam-se às proteínas plasmáticas, deslocando um certo número de fármacos (antagonizam o efeito do tratamento diurético, podem aumentar a concentração de penicilina G, diminuem o efeito da sulfinilpirazona e da probenecida). Os efeitos da aspirina são pouco afetados por outros fármacos e, por fim, os efeitos secundários gastrointestinais são potenciados pelo consumo de álcool.

## Intoxicação

### Doses

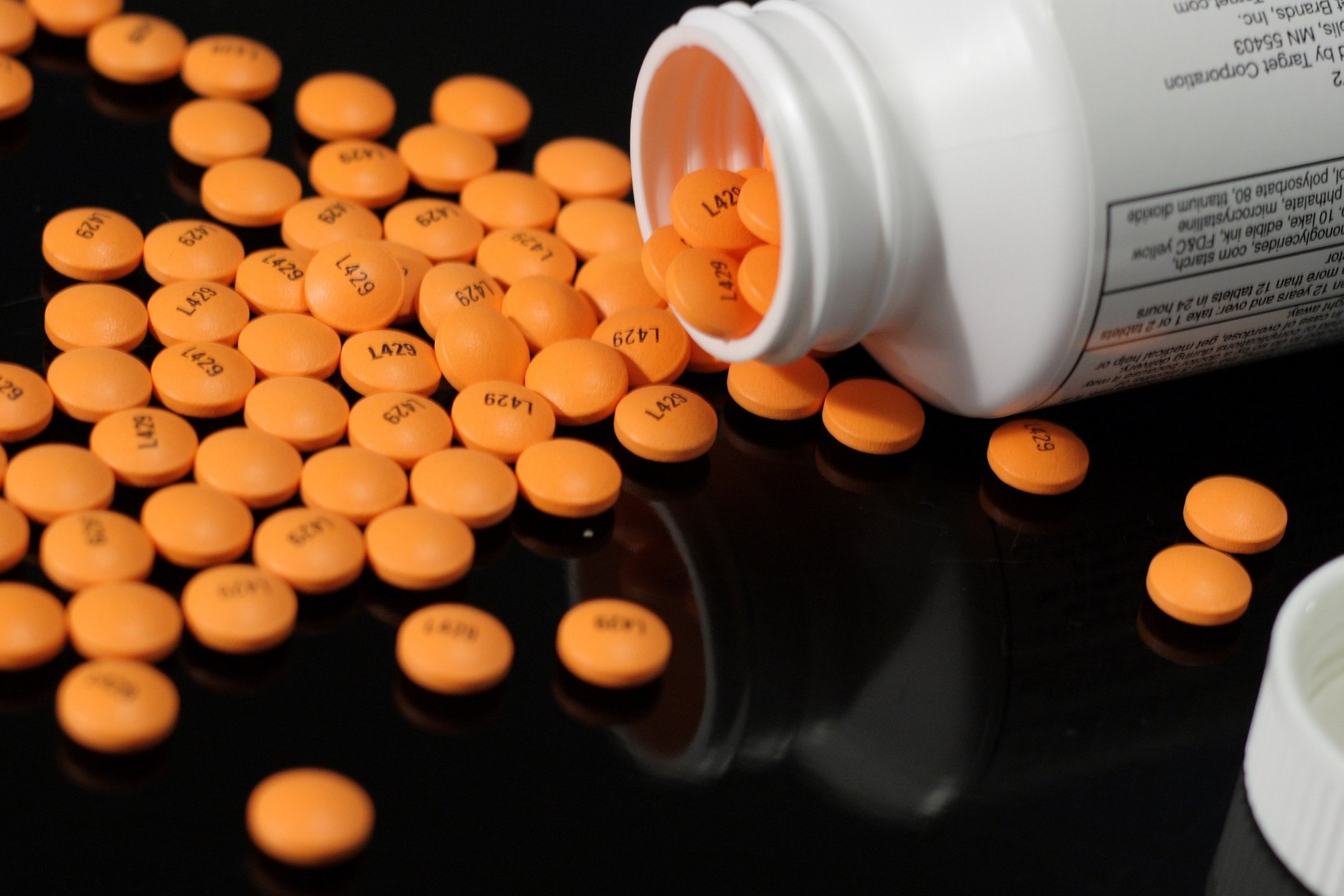
325 mg aspirina comprimidos

As doses terapêuticas variam consoante a indicação e a idade. Nos adultos, uma dose oral de 10 g de aspirina produz toxicidade moderada, enquanto que entre 20 e 30 gramas seriam letais. Em contraste, nas crianças, uma ingestão de apenas 240 mg/kg é capaz de produzir toxicidade moderada. A sobredosagem de aspirina pode ser aguda ou crónica Por um lado, a sobredosagem aguda tem uma taxa de mortalidade de 2%, enquanto a crónica é mais letal, atingindo uma taxa de mortalidade de 25%, sendo esta última especialmente grave em crianças.

### Quadro clínico
Os sintomas mais frequentes do salicilismo são tremor, sudação profusa e rubor corporal, com extremidades quentes, algum grau de perda de audição com zumbidos, hiperventilação, náuseas e vómitos. Em relação aos distúrbios ácido-base, os doentes com intoxicação por salicilato apresentam dois componentes: alcalose respiratória devido à hiperventilação e acidose metabólica devido ao desacoplamento da fosforilação oxidativa. No SNC, está associado a inquietação, convulsões, delírio, coma, e os sinais e sintomas da esfera sensorial são tonturas, vertigens, zumbidos e perturbações visuais. Podem também produzir oligúria, proteinúria e hematúria.
Os efeitos hematológicos são a alteração da função plaquetária, inibindo a síntese de vitamina K e favorecendo a ocorrência de hemorragias. Entre as alterações gástricas que podem provocar perfuração gástrica, destacam-se as náuseas, as cólicas e as dores abdominais. Por fim, as alterações cardiovasculares incluem hipotensão arterial, taquicardia e manifestações hemorrágicas. Entre estas alterações, podemos diferenciar que doses elevadas produzem hipotrombinemia devido à diminuição do fator VII da coagulação e que doses baixas produzem diminuição da adesão plaquetária.
Em relação à intoxicação crónica, podem surgir perda de audição, náuseas, vómitos, dispneia e hiperventilação, taquicardia e hipertermia, bem como manifestações neurológicas como confusão, agitação, hiperatividade, fala arrastada, alucinações, convulsões e coma. Outros efeitos que podem causar são hepatite, síndrome de Reye, edema pulmonar neurogénico, hipoprotrombinemia com disfunção plaquetária e rabdomiólise.

## Determinação dos níveis de salicilato
A pesquisa toxicológica requer dados laboratoriais completos, ou seja, todos os dados do hemograma e da bioquímica. Para realizar esta pesquisa é necessário obter sedimento urinário, uma amostra do conteúdo gástrico, um eletrocardiograma, uma radiografia torácico e um exame do trato retal. Se houver diminuição do nível de consciência, deve ser analisado o líquido cefalorraquidiano. A determinação dos níveis de salicilato no plasma é feita através de testes específicos, qualitativamente como, por exemplo, métodos colorimétricos, e quantitativamente como HPLC. O nomograma de Done tenta correlacionar a concentração máxima, antes do início da eliminação, com quatro níveis clínicos: assintomático, ligeiro, moderado e grave. Este nomograma apresenta uma série de limitações: ingestão aguda, dose única, estado mental normal e pH sérico normal.
O diagnóstico não apresenta problemas. Há casos em que a intoxicação passa despercebida ou é diagnosticada 72 horas após o internamento. Nas crianças, também existem problemas de diagnóstico, pois os sintomas iniciais da intoxicação podem coincidir com os de uma doença infecciosa, sendo, por isso, tratados como tal.